# Müller-Weiss-Syndrom
Das Müller-Weiss-Syndrom ist eine seltene (erworbene) Erkrankung mit doppelseitiger Osteochondrose (Degeneration, Störung der Knochenstruktur) des Os naviculare (Kahnbein am Fuß) beim Erwachsenen.
Synonyme sind aseptische Osteochondrose oder aseptische Osteonekrose, Typ Müller-Weiss.
Das Syndrom ist abzugrenzen vom Morbus Köhler I bei Kindern und Jugendlichen.
Die Bezeichnung bezieht sich auf die Autoren der ersten Beschreibungen aus dem Jahre 1927 durch den deutschen Orthopäden Walther Müller (1888–1949) und den Wiener Radiologen Konrad Weiss (1891–1976).
Diese Krankheit heißt auch Köhler-Müller-Weiss-Syndrom und ist bei Erwachsenen mit dem Morbus Köhler I identisch.

## Ursache
Die Ätiologie ist nicht bekannt, möglicherweise spielen (wiederholte) Schädigungen oder Verletzungen (Traumata) eine Rolle.

## Klinische Erscheinungen
Klinische Kriterien sind:
- Stechende Schmerzen beim Gehen in beiden Fußrücken
- Spreizfuß, Plattfuß, Hammerzehenbildung (sekundär)
- Erkrankungsbeginn im Erwachsenenalter mit Häufigkeitsgipfel zwischen 40 und 60 Jahren, häufiger bei Frauen auftretend[7] (Gynäkotropie).

## Diagnose
Im Röntgenbild findet sich eine ausgeprägte Abplattung des Os naviculare mit scheinbarer Verdrängung nach medial und dorsal. Eine Frühdiagnose ist mittels Kernspintomographie möglich.

## Pathologie
Infolge einer örtlich umschriebenen (fokalen) Durchblutungsstörung kommt es zur Nekrose des unterversorgten Knochenabschnittes. Nach Umbauprozessen ergibt sich meist eine Defektheilung mit Deformierung (Fehlform) des Knochens.